# Kolej lilipucia
Kolej lilipucia – rodzaj wąskotorowej kolejki parkowej o bardzo małym rozstawie torów, dochodzącym nawet do 18 cm. Kolej tego typu powstała w celach rozrywkowych; budowano je w parkach, z okazji różnego rodzaju wystaw czy targów.
Zdecydowana większość funkcjonujących na świecie kolejek parkowych posiada rozstaw 381 mm (15 cali angielskich) – taki sam, jaki posiadała pierwsza kolej tego typu na świecie, czyli zbudowana przed 1874 kolejka Arthura Percivala Haywooda.
Szerokość 381 mm posiadała pierwsza zbudowana na obecnych ziemiach Polski kolejka tego typu. Powstała ona w końcu 1912 w okolicach Hali Stulecia we Wrocławiu z okazji odbywającej się rok później Wystawy Stulecia i posiadała długość 1300 m. Kolejka funkcjonowała co najmniej w okresie 20 maja – 26 października 1913.

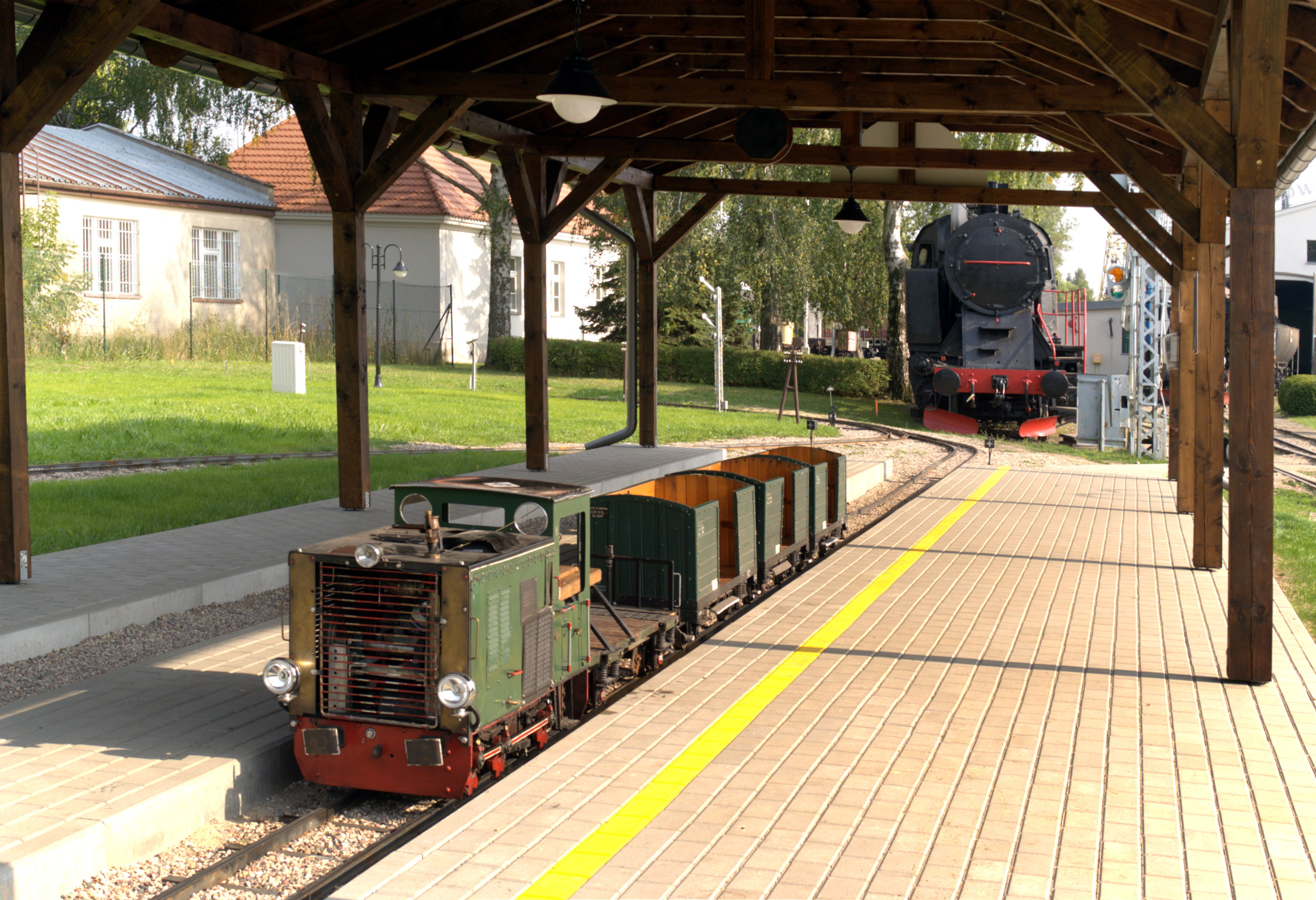
Kościerska kolej lilipucia "ROMEK" w Muzeum Kolejnictwa w Kościerzynie

## Lista kolejek lilipucich w Polsce
| Nazwa obecna                                                           | Stan   | Rozstaw obecny (mm) | Otwarcie   | Zawieszenie ruchu | Likwidacja | Długość czynnego odcinka (km) | Rodzaj kolejki  |
| ---------------------------------------------------------------------- | ------ | ------------------- | ---------- | ----------------- | ---------- | ----------------------------- | --------------- |
| Kolejka parkowa w Cichowie                                             | czynna | 241                 | 2012       |                   |            | 0,28                          | Kolej lilipucia |
| Kolejka w Parku Kolejowym na Jurze Krakowsko-Częstochowskiej           | czynna | 184                 | 27.08.2011 |                   |            |                               | Kolej lilipucia |
| Kolejka w Skansenie Maszyn Parowych w Tarnowskich Górach               | czynna | 184                 | 2015       |                   |            | 0,5                           | Kolej lilipucia |
| Kościerska kolej lilipucia "ROMEK" w Muzeum Kolejnictwa w Kościerzynie | czynna | 241                 | 2020       |                   |            | około 0,13                    | Kolej lilipucia |

## Lista kolejek lilipucich na świecie
- Liliputbahn Prater – Wiedeń Prater (3,9 km)
- Kolejka w Parku Dunajskim – Wiedeń-Donaupark (3,3 km)
- Drezno-Großen Garten (5,6 km)
- Lipsk-Auensee
- Stuttgart
- Ravenglass and Eskdale Railway, północno-zachodnia Anglia
- Romney, Hythe & Dymchurch Railway
- Fairbourne Railway, Walia
- Driving Creek Railway, Nowa Zelandia